# Phyllosma
Phyllosma es un género con dos especies de plantas de flores perteneciente a la familia Rutaceae.

## Especies seleccionadas
- Phyllosma barosmoides
- Phyllosma capensis